# Уривський Іван Сергійович
Іван Сергійович Уривський (нар. 9 березня 1990) — український театральний режисер, режисер–постановник Національного академічного драматичного театру ім. Івана Франка (з 2 листопада 2020), до того — головний режисер Одеського академічного українського музично-драматичного театру ім. В. Василька (7 лютого 2019 — 31 серпня 2020). Заслужений артист України (2020). Лауреат Національної премії України імені Тараса Шевченка (2024).

## Життєпис
Народився 9 березня 1990 року у місті Кривий Ріг. Будучи студентом 3-го курсу криворізького «будфаку» змінив своє життя, вирушивши вступати до Києва.
Закінчив Київський національний університет культури і мистецтв (майстерня Ніни Гусакової). За студентства на учбовій сцені поставив водевіль «Солом'яний капелюшок» за п'єсою Ежена Лабіша. В рамках проєкту студентських дебютів Open Mind на сцені київського театру «Золоті ворота» поставив виставу «Дядя Ваня» за Чеховим, «Украдене щастя» за Франком, «Олеся. Забута історія кохання» за Купріним.
Будучи студентом 5-го курсу КНУКіМ — поставив «Тіні забутих предків» за Коцюбинським на сцені Одеського українського академічному музично-драматичному театрі ім. В. Василька. Рішенням конкурсної комісії Театру ім. Василька, 7 лютого 2019 року Іван Уривський перемагає в конкурсі на посаду головного режисера. 31 серпня 2020 року — останній робочий день в Одеському українському театрі — переїжджає жити та працювати до Києва.
Постановки Івана Уривського йдуть на сценах Одеси, Львова та Києва. За втілення «Перехресних стежок» Івана Франка на сцені Львівського театру ім. Леся Курбаса отримав премію імені Леся Курбаса у 2019 році.
Взяв участь у створенні колекції весна-літо 2025 українського дизайнера Івана Фролова – підготували постановку народної казки «Івасик-Телесик».

## Режисерські роботи
Втілив 20 постановок на 8 сценічних майданчиках 3 театральних міст України та одного закордонного.
Учбова сцена Київського національного університету культури і мистецтв
- «Солом'яний капелюшок» за п'єсою Ежена Лабіша

Київський академічний театр «Золоті ворота»
- «Дядя Ваня» Антона Чехова (проєкт студентських дебютів Open Mind)[11]
- 2015, 13 лютого — «Олеся. Забута історія кохання» за мотивами повісті «Олеся» Олександра Куприна[12]
- 2016, 14 травня — «Украдене щастя» за п'єсою Івана Франка[13]
- 2018, 3 вересня — «Фрекен Юлія» за п'єсою[en] Августа Стріндберга[14]

Одеський академічний український музично-драматичний театр імені В. Василька
- 2015, 7 травня — «Тіні забутих предків» Василя Василька за повістю Михайла Коцюбинського
- 2016, 29 січня — «Останній день літа» за п'єсою «Полювання на качок»[ru] Олександра Вампілова («Сцена 38»)
- 2017, 18 лютого — «Турандот» за мотивами п’єси[en] Карло Ґоцці
- 2018, 12 квітня — «Одруження» за мотивами п’єси[ru] Миколи Гоголя
- 2019, 5 квітня — «Прекрасний рогоносець» за п'єсою[ru] Фернана Кроммелінка[15]
- 2019, 12 грудня — «Підступність і кохання» за однойменною п'єсою Фрідріха Шиллера[16][17]

Одеський обласний театр ляльок
- 2017, 17 листопада — «Олеся. Містифікація» за мотивами повісті «Олеся» Олександра Куприна[18]

Львівський академічний театр імені Леся Курбаса
- 2018, 29 листопада — «Перехресні стежки» за мотивами повісті Івана Франка[19]

Національний академічний драматичний театр імені Івана Франка
- 2019, 6 червня — «Лимерівна» за п'єсою Панаса Мирного (камерна сцена)[20]
- 2020, 3 листопада — «Трамвай „Бажання“» за п'єсою Теннессі Вільямса (камерна сцена)[21]
- 2021, 5 травня — «Пер Гюнт» за п'єсою Генріка Ібсена[22]
- 2021, 9 грудня — «Безталанна» за однойменною п'єсою Івана Карпенка-Карого[23][24]
- 2022, 5 липня — «Калігула» за однойменною п'єсою[en] Альбера Камю (камерна сцена). Прем'єру зіграли на сцені Національного академічного драматичного театру ім. Лесі Українки[25][26][27][28][29][30][31]
- 2023, 28 квітня — «Конотопська відьма» за п'єсою Григорія Квітка-Основ'яненка
- 2024, 24 квітня — «Марія Стюарт» за п'єсою Фрідріха Шиллера

2025, 28 лютого - "Макбет" за п'єсою Шекспіра
Київський академічний драматичний театр на Подолі
- 2020, 29 лютого — «Камінний господар» за поемою Лесі Українки[32][33]
- 2023, 26 листопада — «Хазяїн» за п'єсою Івана Карпенка-Карого[34]

Каунаський національний драматичний театр
- 2022, 10 грудня — «Земля» за однойменною повістю Ольги Кобилянської

Івано-Франківський національний академічний драматичний театр імені Івана Франка
- 2023, 27 серпня — «Підступність і кохання» за п'єсою Фрідріха Шиллера

Київський національний академічний театр оперети
- 2024, 20 червня — «На Русалчин Великдень» опера Миколи Леонтовича за казкою Бориса Грінченка[35]

Міський Празький театр
- 2024, 19 жовтня — «Перевтілення» Франца Кафки

## Нагороди та визнання

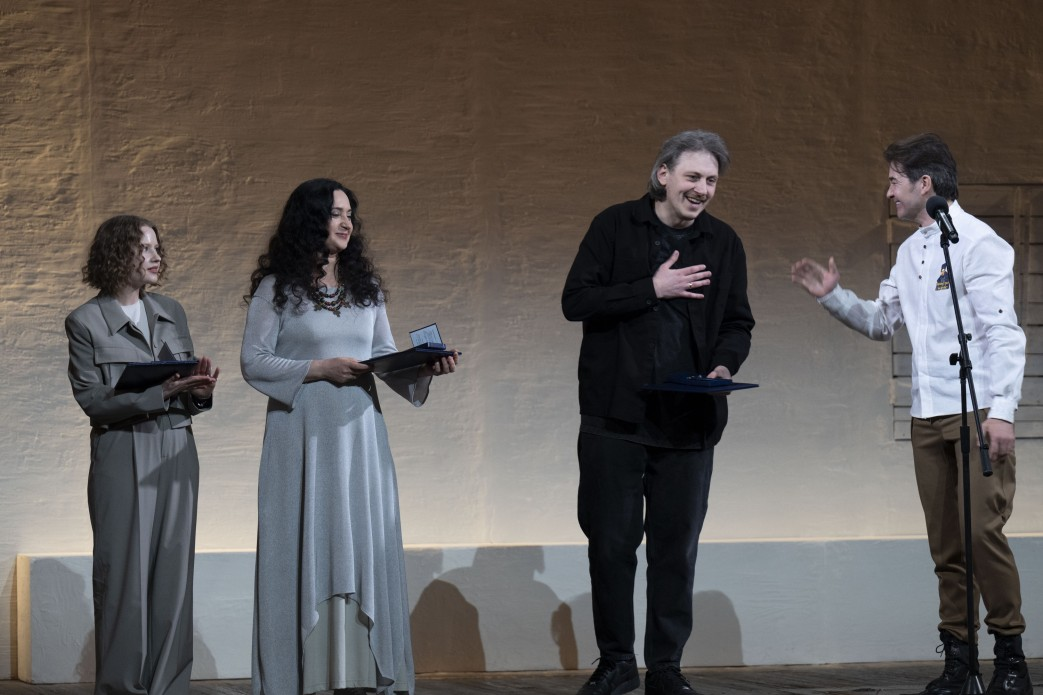
Творча команда вистави «Конотопська відьма» (Тетяна Овсійчук, Сусанна Карпенко, Іван Уривський) та Євген Нищук на врученні Національної премії України імені Тараса Шевченка (березень, 2024)

- 2015 — Лауреат Міжнародного театрального фестивалю «Мельпомена Таврії» у номінації кращий режисерський дебют (вистава «Дядя Ваня»)
- 2016 — Лауреат одеського міського конкурсу «Прем'єри сезону» (вистава «Тіні забутих предків»)
- 2017 — Лауреат премії «Дзеркало сцени» (всеукраїнський тижневик Дзеркало тижня. Україна) в номінації кращої вистави молодих режисерів (вистава «Украдене щастя»)[36]
- 2019 — Премія імені Леся Курбаса (вистава «Перехресні стежки»)[8]
- 2019 — Номінант премії в галузі театрального мистецтва «Київська пектораль» сезону 2018/19 в номінаціях «Найкраща режисерська робота» та «Найкраща вистава камерної сцени» (вистава «Фрекен Юлія»)
- 2019 — Корона «Дня» — Івану Уривському за сучасну інтерпретацію та переосмислення української і західно-європейської класики у руслі світових трендів перформативних мистецтв (щоденна всеукраїнська газета суспільно-політичної тематики «День»)[37]
- 2020 — Заслужений артист України[3]
- 2024 — Лауреат Національної премії України імені Тараса Шевченка за виставу «Конотопська відьма» за повістю Григорія Квітки-Основ'яненка Національного академічного драматичного театру імені Івана Франка[4].